# Ордин, Владимир Николаевич
Владимир Николаевич Ордин (1937—1985) — советский игрок в хоккей с мячом.

## Биография
Начал играть в хоккей с мячом 1950 году в детской команде свердловского «Локомотива». Выступал на позиции полузащитника: за «Локомотив» (Свердловск) с 1955 по 1960 годы, за СКА (Хабаровск) с 1960 по 1965 годы. За СКА (Свердловск) отыграл 9 сезонов с 1966 по 1974 годы. В чемпионатах страны провел 328 матчей, забил 108 мяч.
После окончания спортивной карьеры перешёл на тренерскую работу. Тренировал юношеские команды СКА (Свердловск) с 1974 по 1983 годы. В 1983-85 годах — администратор команды СКА (Свердловск) по хоккею на траве.
Также занимался судейством. Судил матчи команд высшей лиги чемпионата СССР с 1979 по 1985 годы. Трижды входил в списки лучших судей сезона (1982—1984). Был арбитром на международном турнире на призы газеты «Советская Россия» 1984 года. Судил матчи чемпионата страны по хоккею на траве.
Скончался 30 июля 1985 года в Екатеринбурге. Похоронен на Восточном кладбище.

## Достижения
Чемпион СССР (4) — 1966, 1968, 1971, 1974.
 Серебряный призёр чемпионата СССР (3) — 1964, 1967, 1969.
 Бронзовый призёр чемпионата СССР (2) — 1965, 1970.
Включался в список 22 лучших хоккеистов сезона (2) — 1968, 1969.

## Статистика выступлений в чемпионатах СССР
| 1960/1961 | СКА (Хабаровск)  | А | 22  | 11  |
| 1962      | СКА (Хабаровск)  | А | 8   | 2   |
| 1962/1963 | СКА (Хабаровск)  | А | 20  | 7   |
| 1963/1964 | СКА (Хабаровск)  | А | 30  | 13  |
| 1964/1965 | СКА (Хабаровск)  | А | 21  | 4   |
| 1965/1966 | СКА (Свердловск) | А | 24  | 9   |
| 1966/1967 | СКА (Свердловск) | А | 28  | 12  |
| 1967/1968 | СКА (Свердловск) | А | 27  | 10  |
| 1968/1969 | СКА (Свердловск) | А | 30  | 12  |
| 1969/1970 | СКА (Свердловск) | А | 26  | 9   |
| 1970/1971 | СКА (Свердловск) | А | 25  | 5   |
| 1971/1972 | СКА (Свердловск) | А | 25  | 2   |
| 1972/1973 | СКА (Свердловск) | А | 21  | 3   |
| 1973/1974 | СКА (Свердловск) | А | 21  | 9   |
| Всего     | 14 сезонов       | А | 328 | 108 |